# Asselsbrug
De Asselsbrug is een spoor- en fietsbrug over de Noordelijke Leie tussen Drongen en de Assels aan de westzijde van Gent. De brug ligt aan spoorlijn 50A die Gent met Brugge verbindt.
Bij de uitbreiding van de spoorlijn 50A van twee naar vier sporen, werd er aan beide kanten van de oorspronkelijke brug een nieuwe spoorbrug bijgevoegd.

## Fietsbrug
De fietsbrug van het Muinkhampad tussen de Assels en station Drongen, een deel van fietssnelweg F6 (Gent - Brugge), werd aangebouwd aan de noordelijke nieuwe brug bij de spoorverdubbeling, rond 2013.
Academiebrug · Albertina Sisulubrug · André Denysbrug · Appelbrug · Asselsbrug · Bargiebrug · Bataviabrug · Bavobrug · Beekstraatbrug · Blaarmeersenbrugbrug · Brug der Keizerlijke Geneugten · Brugsevaartbrug · Buchtenbrug · Buchtenspoorbrug · Calcuttabrug · Charles Marcellisbrug · Contributiebrug · Dampoortbrug · Destelbergenbrug · Drongenbrug · Ekkergembrug · Emiel Clausbrug · Europabrug · Eversteinbrugbrug · Eversteinspoorbrug · Ferdinand Lousbergsbrug · François Laurentbrug · Fransevaartbrug · Gaardeniersbrug · Gasmeterbrug · Gebroeders Van Eyckbrug · Gentbruggebrug · Goedingebrug · Grasbrug · Griendijkbrug · Groendreefbrug · Groene Valleibrug · Groot-Brittanniëbrug · Grootdokbrug · Guldenmeersbrug · Heernisspoorbrug · Heinakkerbrug · Hoofdbrug · Hospitaalbrug · Hundelgembrug · Hutsepotbrug · Industriebrug · Jan Palfijnbrug · John Kennedybrug · Jozef Ghuislainbrug · Kaaksmetebrug · Kappebrug · Keizerbrug · Keizerviaduct · Ketelbrug · Klaverbladbrug · Koning Albertbrug · Koning Willembrug · Krommewalbrug · Langerbruggebrug · Leiebrug · Lievebrug · Louisa d'Havébrug · Maaltebrug · Malemvoetbrug · Mariakerkebrug · Matadibrug · Meierijbrug · Melkhambrug · Mendonkbrug · Merelbekebrug · Meulestedebrug · Minnemeersbrug · Moskoubrug · Muidebrug · Muinkbrug · Napoleon de Pauwbrug · Nieuwbrug · Nieuwebosbrug · Nieuwekalebrug · Nieuwescheldebrug · Nieuwevaartbrug · Oktrooibrug · Onthoofdingsbrug · Ottergembrug · Oudescheldebrug · Parkbosbruggen · Pontbrug · Predikherenbrug · Rabotbrug · Recolettenbrug · Rietkenbrug · Rozemarijnbrug · Sint-Agnetebrug · Sint-Antoniusbrug · Sint-Denijsbrug · Sint-Jorisbrug · Sint-Lievensbrug · Sint-Lievensviaduct · Sint-Martinusbrug · Sint-Michielsbrug · Skaldenbrug · Slachthuisbrug · Snepbrug · Snepdijkbrug · Snepvoetbrug · Spanjeveerbrug · Stropbrug · Stropspoorbrug · Ter Platenbrug · Theresianenbrug · Tolhuisbrug · Tweegatenbrug · Verapazbrug · Verlorenkostbrug · Viaduct van Gentbrugge · Visserijkombrug · Vleeshuisbrug · Voorhavenbrug=Wiedauwkaaibrug · Waalbrug · Walpoortbrug · Warmoezeniersbrug · Watermolenbrug · Westerringspoorbrug · Wijdenaardbrug · Wondelgembrug · Zoé Borluutbrug · Zomerweibrug · Zuiderlaanbrug · Zuivelbrug · Zwijnaardebrug · Zwijnaardekanaalbrug · Zwijnaardekasteelbrug